# دی‌اف‌اس‌کی سری-سی
دی‌اف‌اس‌کی سی-سری مجموعه‌ای از مینی‌کامیون‌ها و مینی‌ون‌های تولید شده توسط خودروساز چینی دی‌اف‌اس‌کی موتورز است. مدل‌های مینی‌ون برای اولین بار در سال ۲۰۰۹ رونمایی شدند. در ایران این خودرو با نام اینرودز سی۳۵ توسط گروه بهمن در حال تولید است.

## بررسی اجمالی

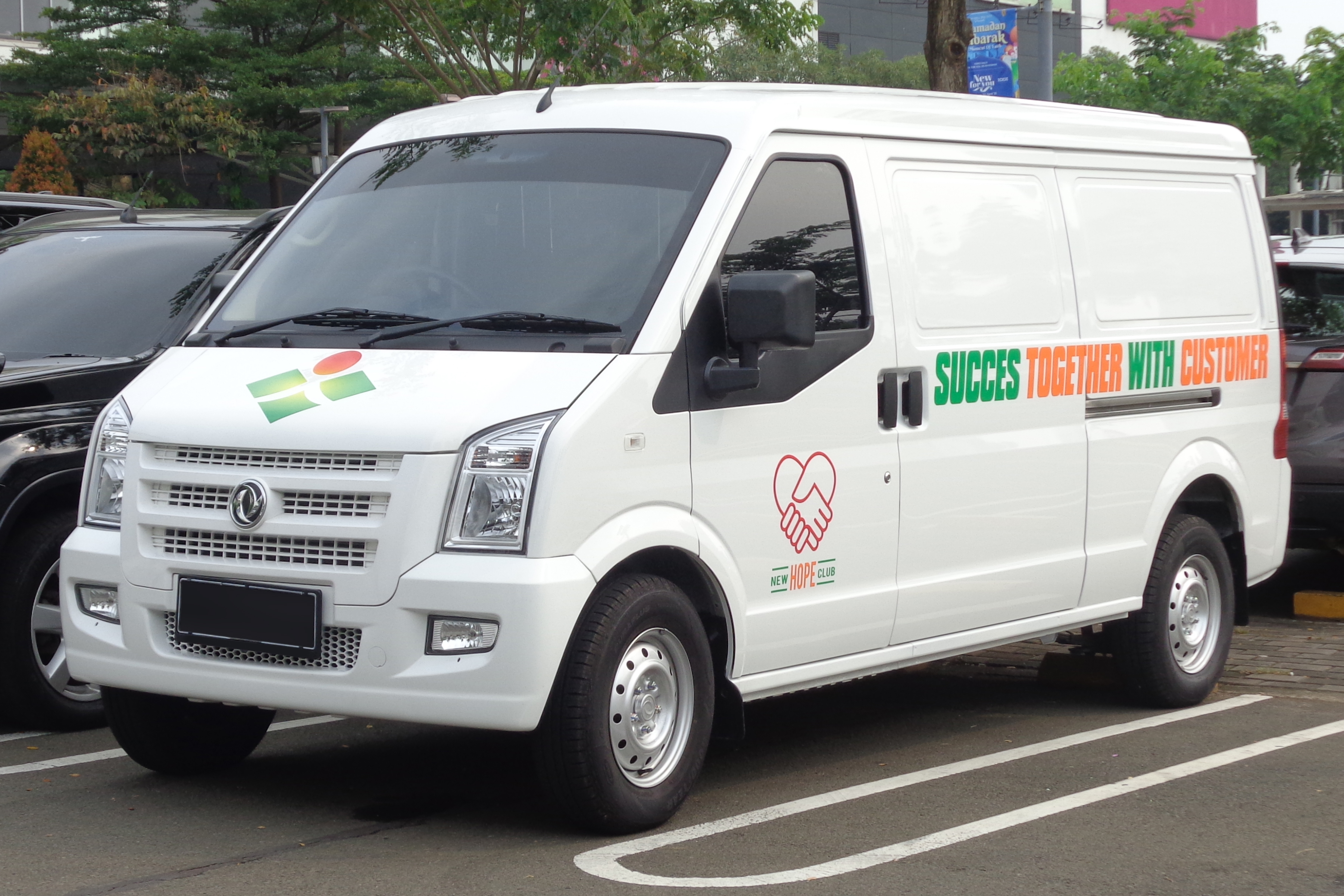
2021 DFSK Gelora 1.5 Blind Van (اندونزی)

مدل‌های سری سی در مقایسه با مدل‌های سری کی و سری وی با فاصله بین دو محور بیشتر و جادارتر هستند. قیمت این خودروها از ۴۶٫۹۰۰ یوان تا ۵۹٫۸۰۰ یوان متغیر است. طراحی وانت‌های سی۳۵، سی۳۶، سی۳۷ بحث‌برانگیزتر از کامیون‌های پیکاپ است، زیرا نمای جلو و گرافیک شیشه‌های جانبی شباهت زیادی به نسل سوم فیس‌لیفت فورد ترانزیت دارند.

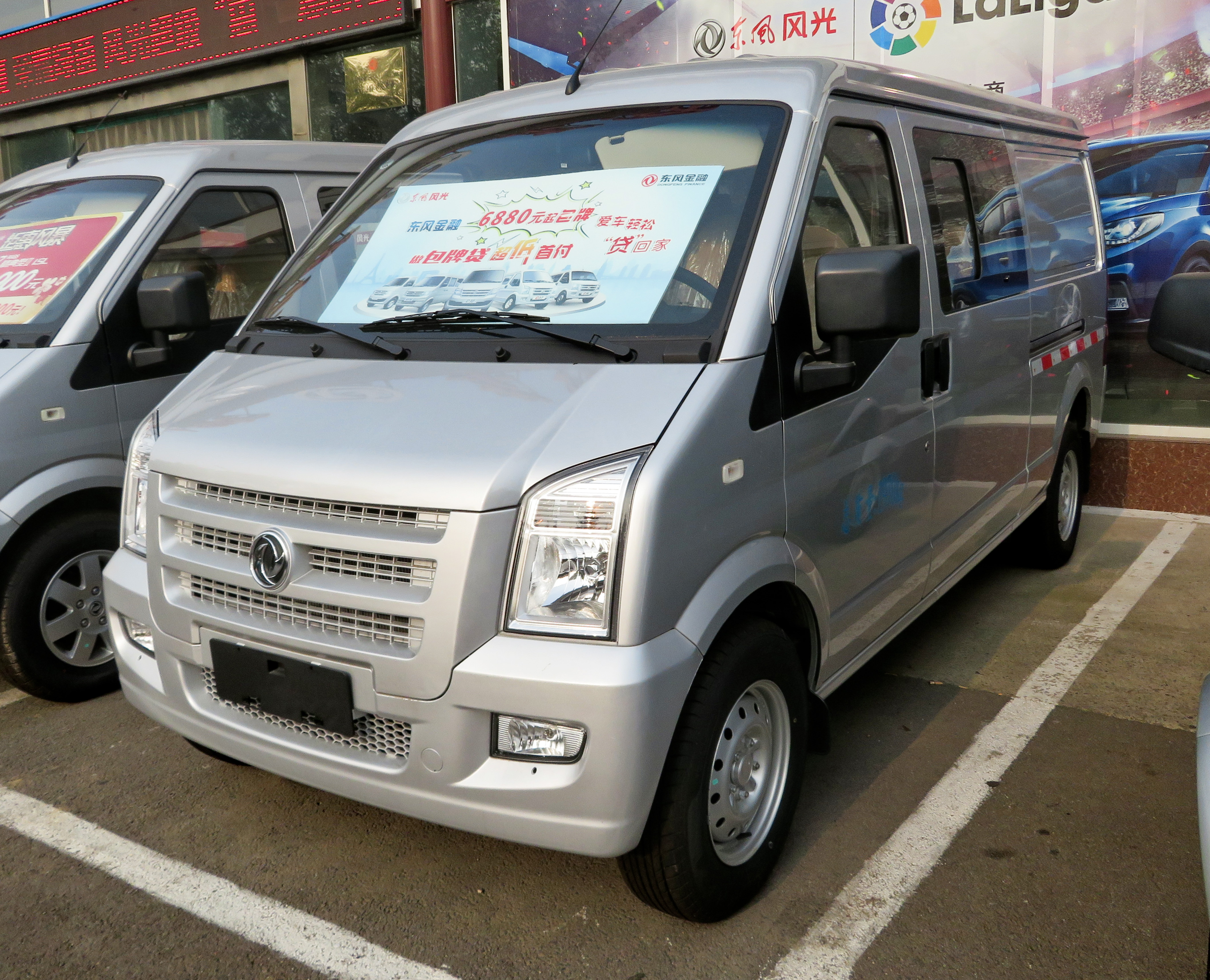
وانت سوکون سی۳۵ (جلو)
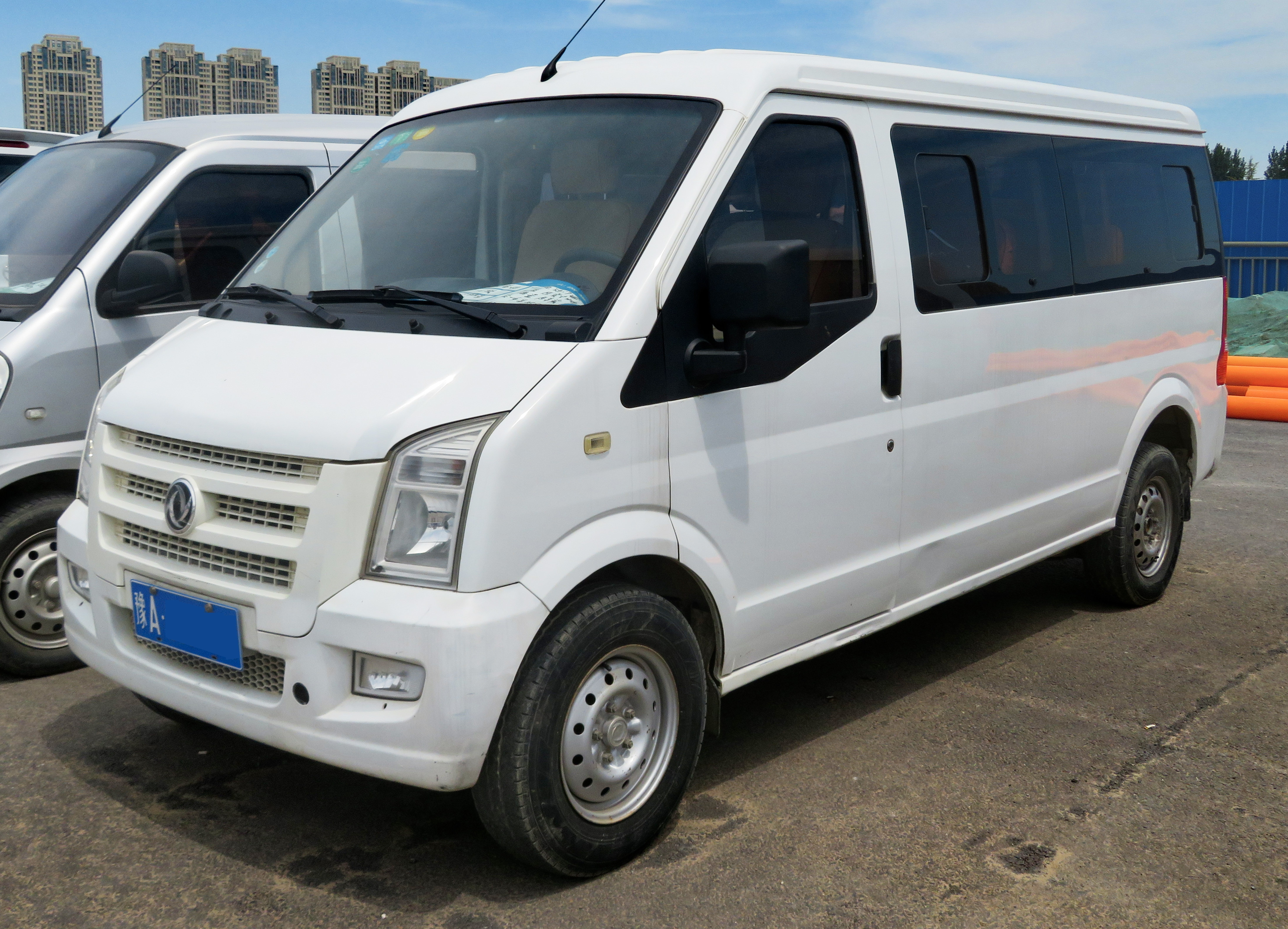
سوکن سی۳۷ (جلو)
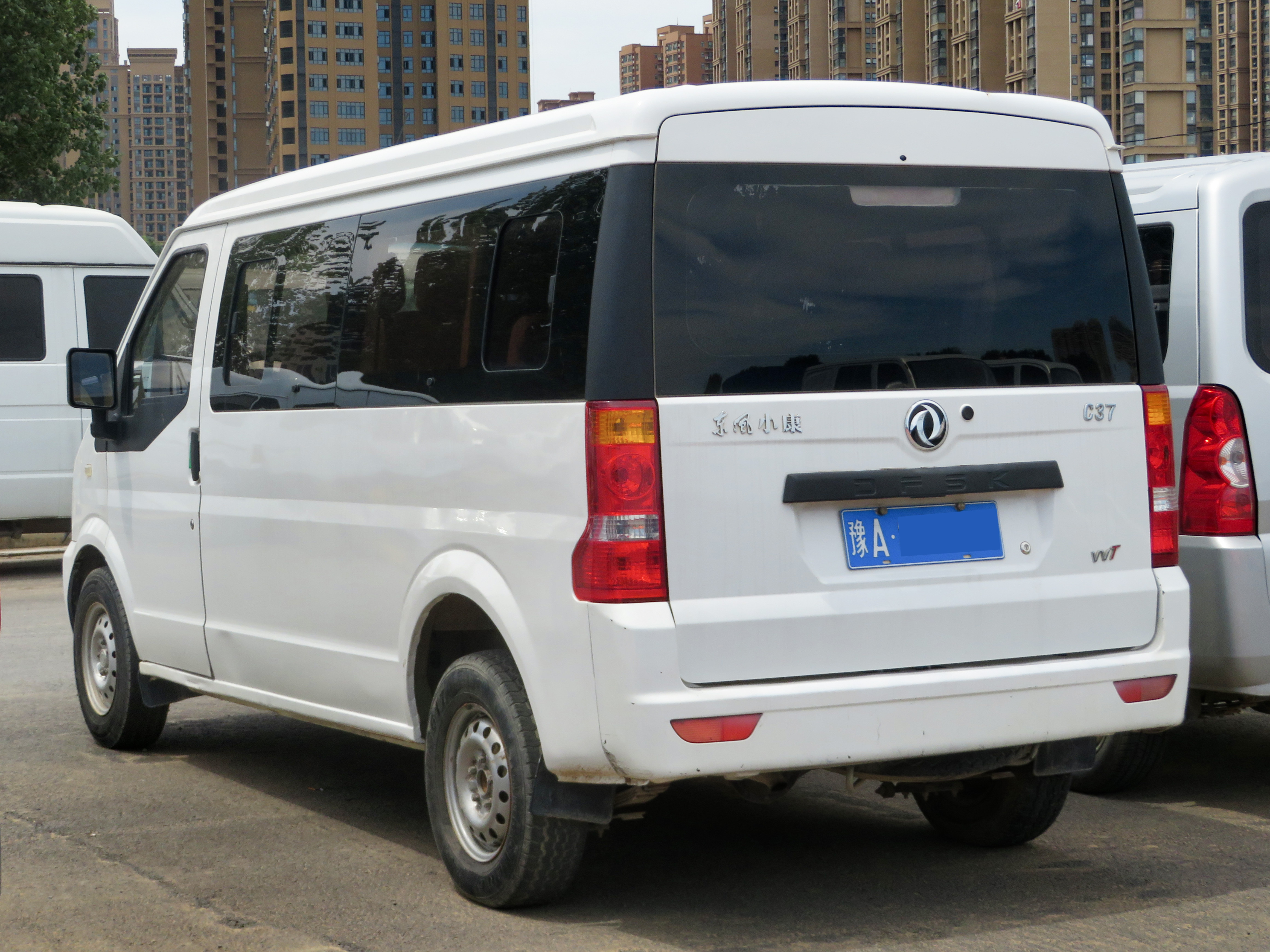
سوکن سی۳۷ (عقب)
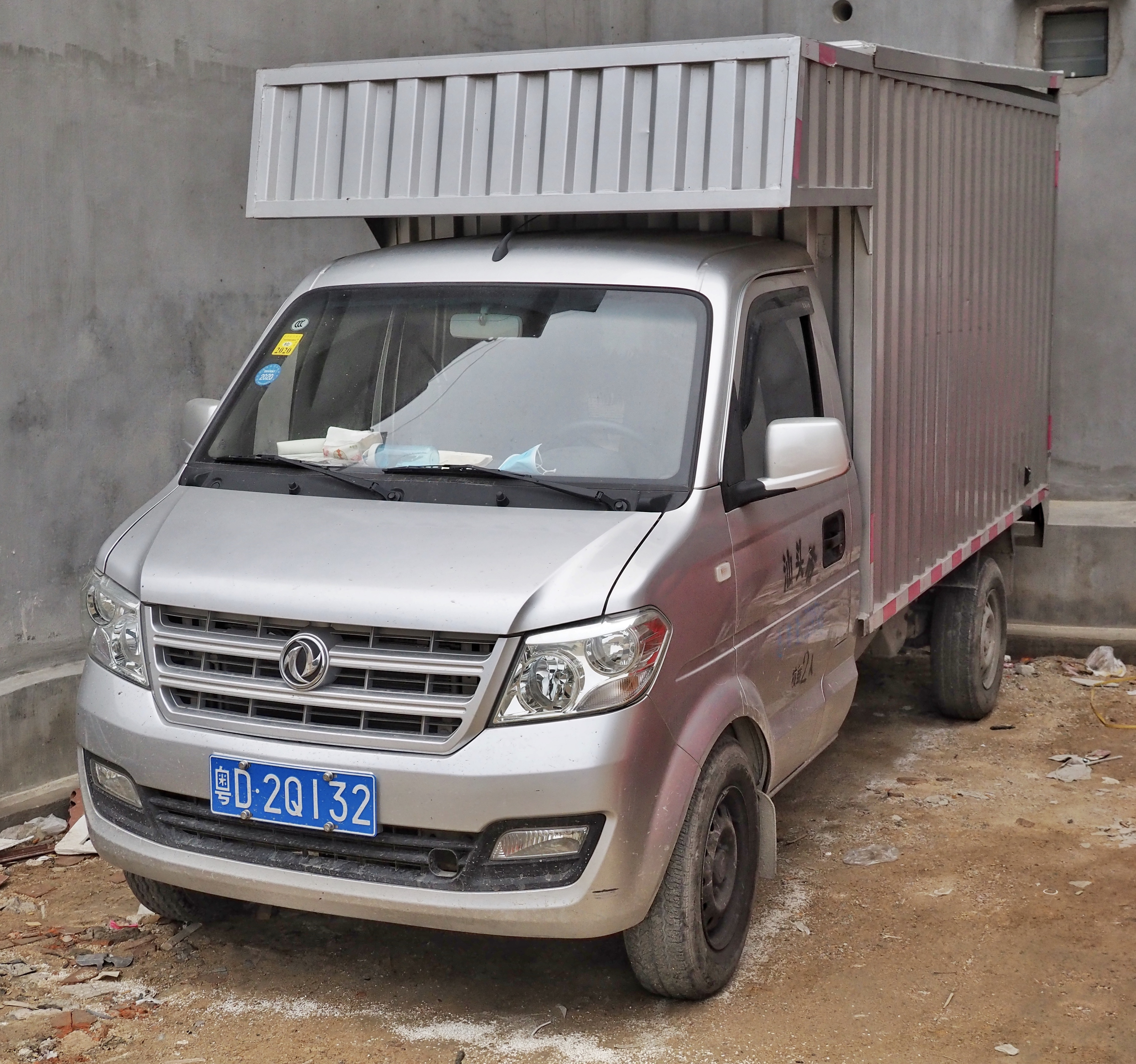
کامیون سوکون سی۳۱ (جلو)
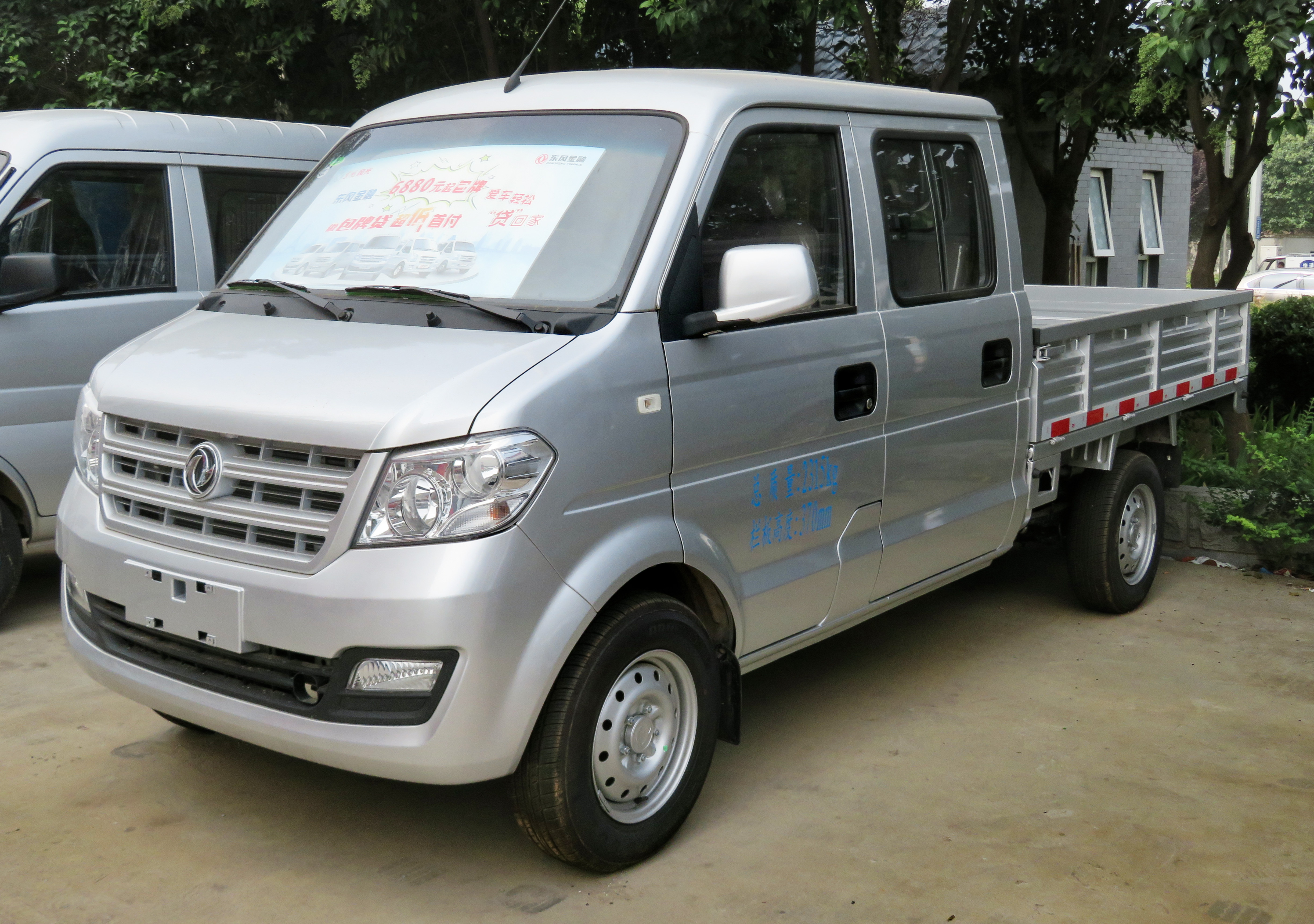
سوکون سی۳۲ (جلو)
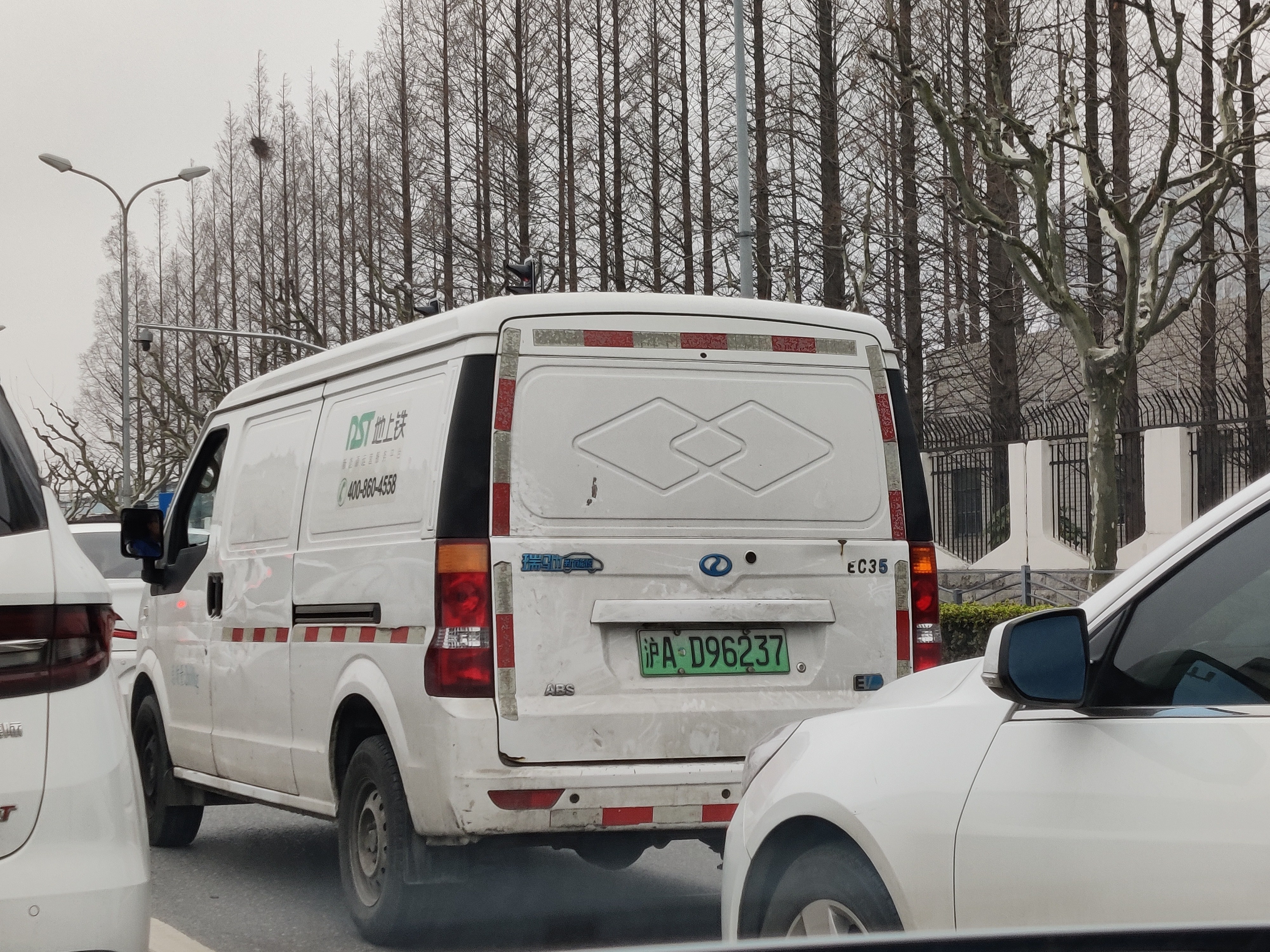
رویچی ئی‌سی۳۵ (عقب)